# Codex Nitriensis

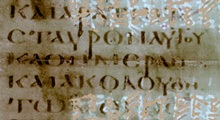
Evangelio de Lucas 9,23

El Codex Nitriensis (Londres, British Library (Add. 17211); Gregory-Aland no. R o 027; ε 22 (von Soden)) es un manuscrito uncial del siglo VI. El códice contiene el Evangelio de Lucas.
El códice consta de un total de 48 folios de 29,5 x 23,5 cm. El texto está escrito en dos columnas por página, con unas 25 líneas por columna.
Contenido
Evangelio de Lucas 1,1-13; 1,69-2,4; 2,16-27; 4,38-5,5; 5,25-6,8; 6,18-36; 6,39; 6,49-7,22; 7,44; 7,46; 7,47; 7,50; 8,1-3; 8,5-15; 8,25-9,1; 9,12-43; 10,3-16; 11,5-27; 12,4-15; 12,40-52; 13,26-14,1; 14,12-15,1; 15,13-16,16; 17,21-18,10; 18,22-20,20; 20,33-47; 21,12-22,6; 22,8-15; 22,42-56; 22,71-23,11; 23,38-51.
El texto griego de este códice es una representación del tipo textual bizantino. Kurt Aland lo ubicó en la Categoría V.
Se trata de un palimpsesto. En la capa inferior se hallan la Ilíada y el Evangelio de Lucas, textos ambos que son transcripciones del s. VI, y los Elementos de Euclides, del s. VII o del VIII. En la superior se halla el tratado en siríaco de Severo de Antioquía contra Joannes Grammaticus, escrito en el s. VIII o en el IX.